# Nationalpark Mount Kenya
Der Nationalpark Mount Kenya ist ein Nationalpark im Zentrum von Kenia, der das Mount-Kenya-Massiv sowie umliegende Wälder und Graslandschaften umfasst. Er wurde 1949 ausgewiesen und 1978 zum UNESCO-Biosphärenreservat erklärt. 1997 wurde der Park mit dem angrenzenden Naturwald zum UNESCO-Weltnaturerbe erklärt.

## Geografie
Der Nationalpark liegt etwa 150 Kilometer nordöstlich von Nairobi und umgibt das 5.199 Meter hohe Mount-Kenya-Massiv, den zweithöchsten Berg Afrikas. Der Park erstreckt sich über mehrere Höhenzonen von ca. 1.600 bis über 5.100 Meter über dem Meeresspiegel. Die höchsten Gipfel sind ganzjährig mit Schnee bedeckt.

## Flora und Fauna
Der Nationalpark beherbergt eine große Vielfalt an Ökosystemen. Die tieferen Lagen sind von dichten Bergregenwäldern, Bambuswäldern und Hochmoor bedeckt. Oberhalb der Baumgrenze wachsen Riesenlobelien und Senecien. Zu den im Park lebenden Tierarten zählen Elefanten, Büffel, Leoparden, verschiedene Affenarten sowie viele seltene Vögel und Reptilien.

## Schutz
Der Hauptzweck des Parks besteht im Schutz der besonderen Bergökosysteme sowie der Sicherung der Wasserversorgung der umliegenden Regionen. Die Gletscher und Bäche des Mount Kenya sind ein entscheidender Süßwasserlieferant für Millionen Menschen in Zentralkenia.
Die Verwaltung des Parks obliegt dem Kenya Wildlife Service. 
Seit 1997 ist der Nationalpark Mount Kenya zusammen mit den angrenzenden Naturwäldern als UNESCO-Weltnaturerbe gelistet.